# Il Paride
Il Paride est un opéra en cinq actes composé par Giovanni Andrea Angelini Bontempi dont il a également écrit le livret. Il s'agit du premier opéra en langue italienne donné à Dresde.

## Contexte
Il a été créé le 3 novembre 1662 au château de Dresde pour célébrer le mariage d'Erdmuthe Sophie von Sachsen, fille de Jean-Georges II de Saxe et de Madeleine-Sibylle de Brandebourg-Bayreuth, avec Christian-Ernest de Brandebourg-Bayreuth,. L'opéra a été repris le 21 juin 2011 au Festival Sanssouci de Potsdam et le 24 août 2012 au Théâtre national du Tyrol dans le cadre du Festival de musique ancienne d'Innsbruck.

## Enregistrements
- Il Paride – Orchestre et Chœur de la RAI, Carlo Franci (direction). Enregistré le 24 novembre 1963, Rome. Étiquette: Voce (LP), (OCLC 10396856).

## Les références
1. ↑  (en) George J. Buelow, A History of Baroque Music, Indiana University Press, 23 novembre 2004 (ISBN 978-0-253-34365-9, lire en ligne)
2. ↑  Giovanni Andrea Boston Public Library, Il Paride : opera musicale ..., Dresda : Melchior Bergen, 1662 (lire en ligne)
3. ↑  Innsbruck Festival of Early Music (2012). Opera archive: Il Paride. Retrieved 27 April 2016.